# 黃長生藥行

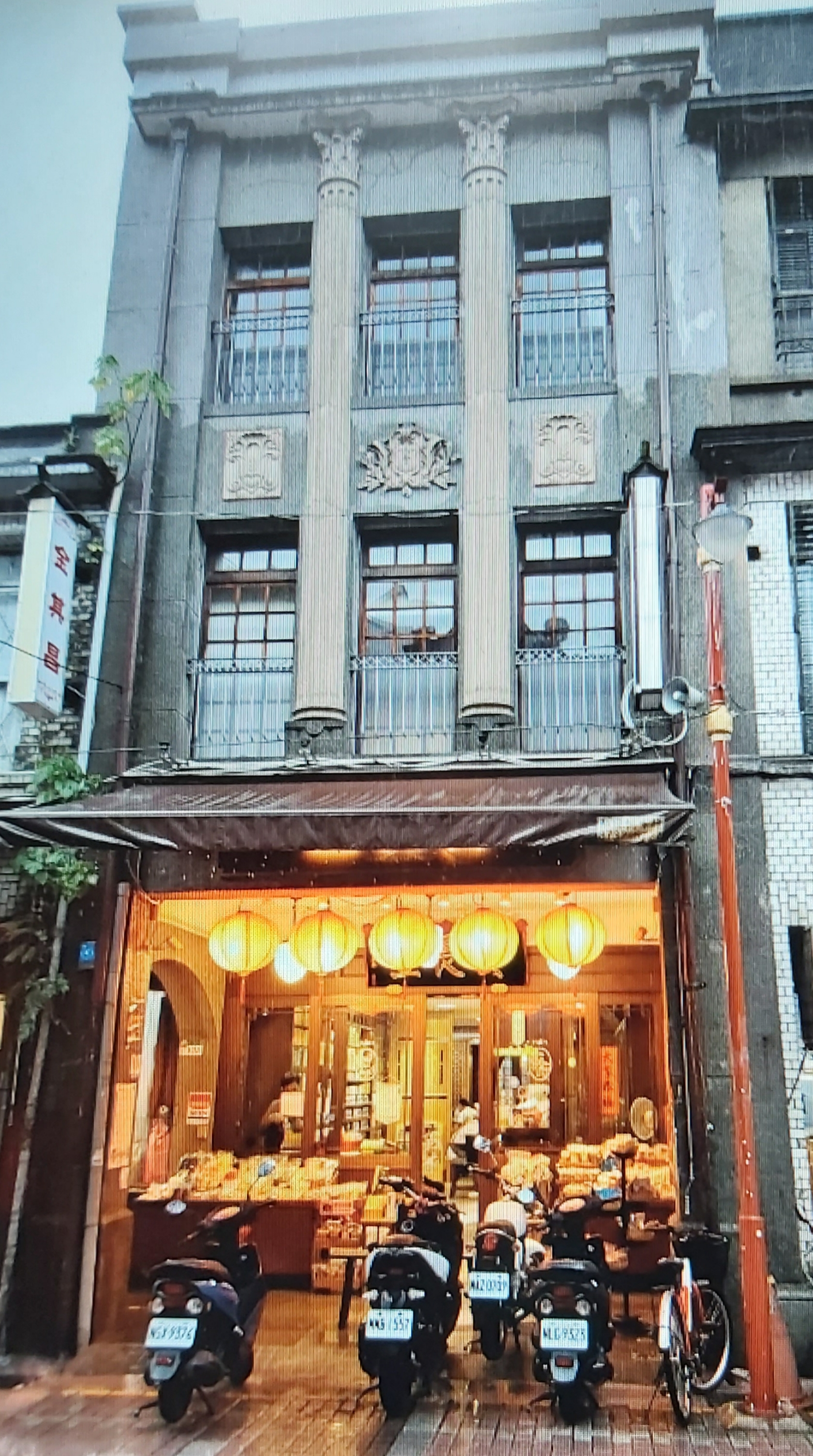
黃長生藥行（迪化街一段134號）

黃長生藥行，是1951年發源於新北市土城區清水、目前位於臺北市大同區迪化街上的知名傳統中藥行，1984年遷址至大稻埕現址。

## 歷史
黃長生藥行創辦人黃結生於16歲起跟隨名醫林金涂學習中醫學。1951年，黃結生於土城承租店面成立藥行，同時栽培其兄弟姊妹成為藥劑師、中醫師；生意穩定後，1968年至板橋四川路展店。1984年展店至迪化街一段134號現址。店面附近由親戚分別經營黃裕生藥行、黃永生蔘藥行、長昇蔘藥行及常陞行等分支關係企業。
1989年，黃結生將藥行交由其女黃秀蓁與女婿廖尊梧經營，其外孫子女廖庭妍、廖喆謙姊弟亦投入參與。2002年5月27日，黃結生於家中病逝。2018年黃長生藥行入選臺北市「老店正潮」再造計畫。
2018年，與在地插畫團隊U&S叔叔與妹妹合作，將插畫角色赤毛族作為多品項包裝圖案，賦予產品不同意象。

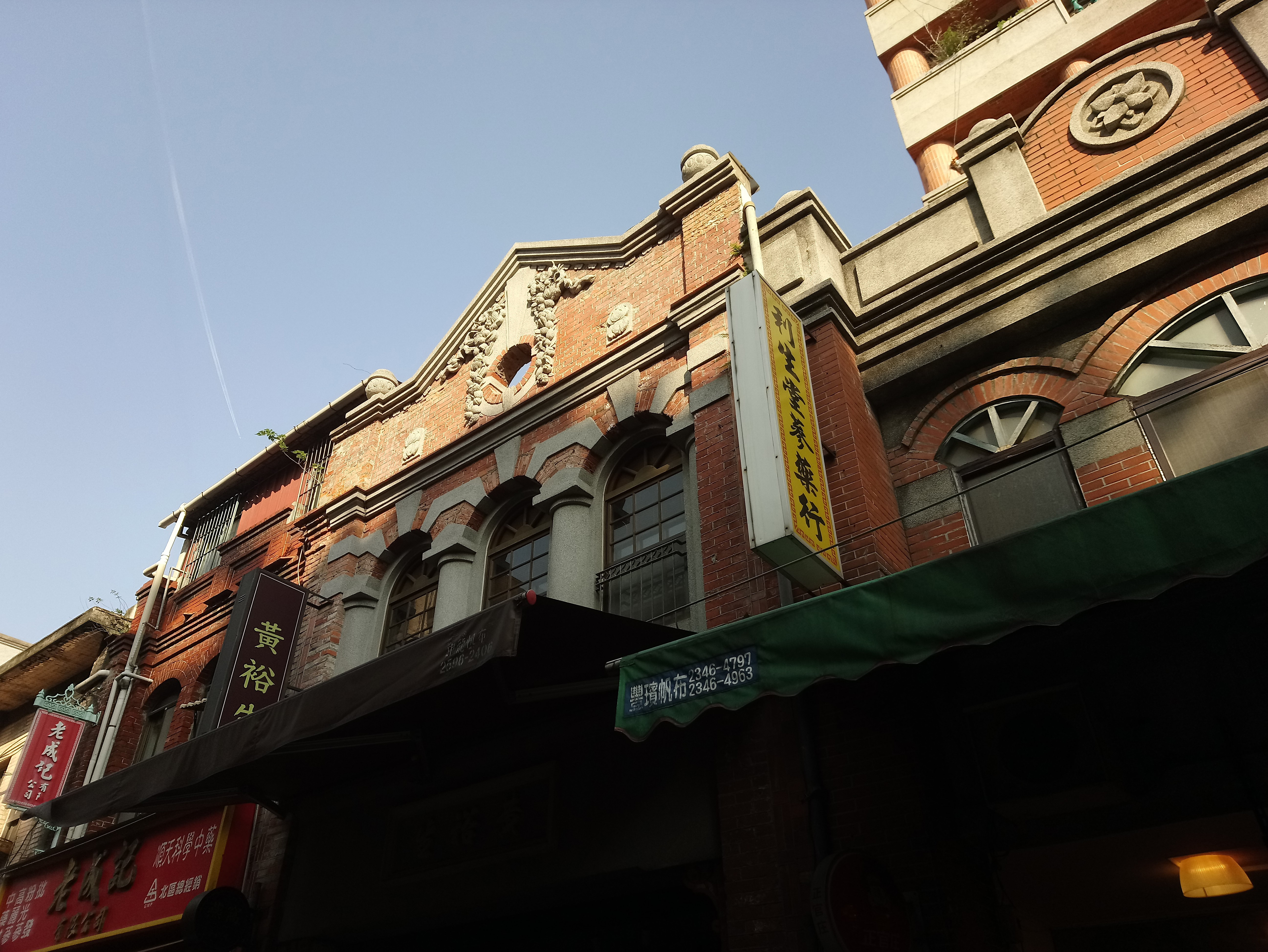
黃裕生藥行（迪化街一段93號）
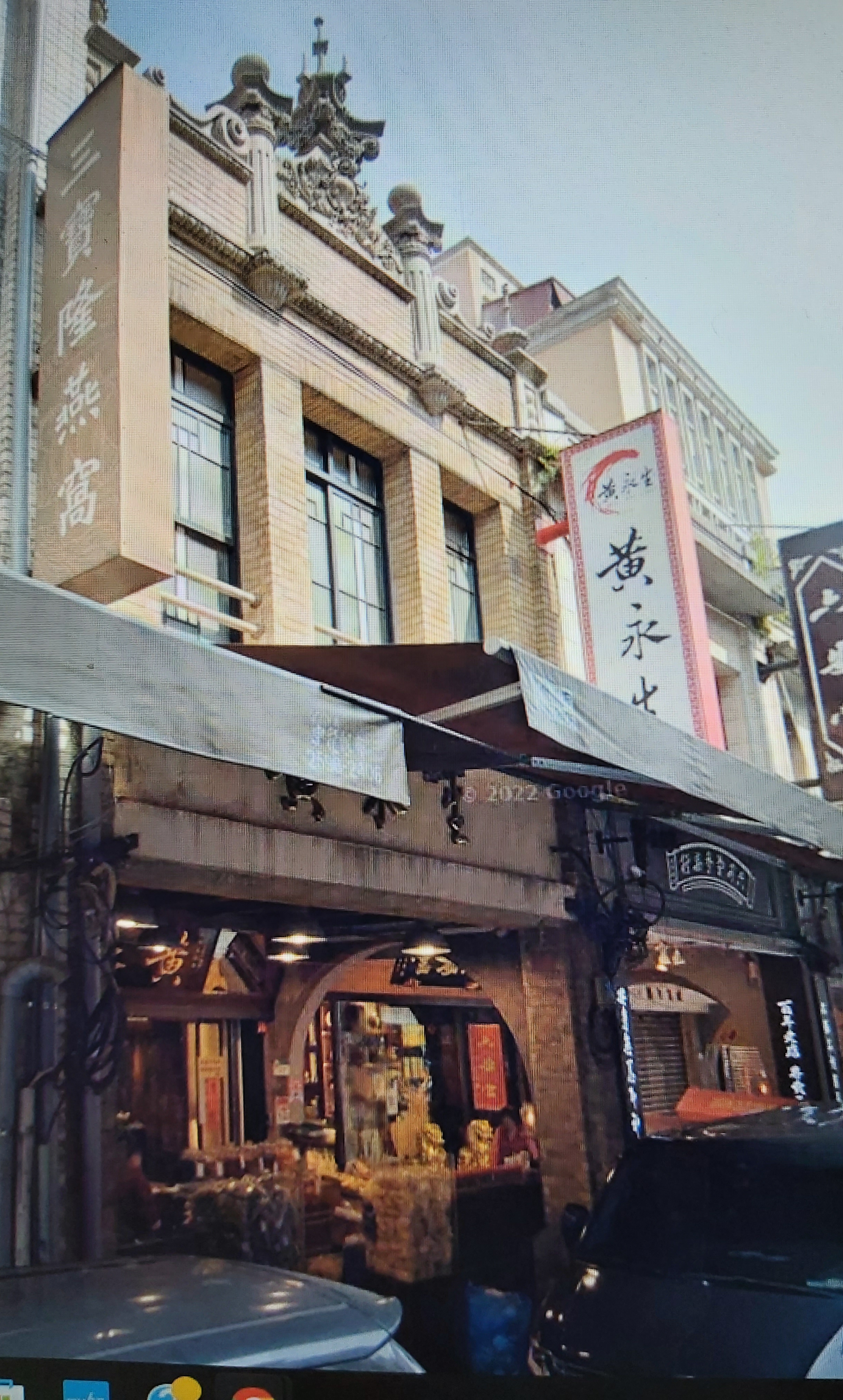
黃永生蔘藥行（迪化街一段77號）
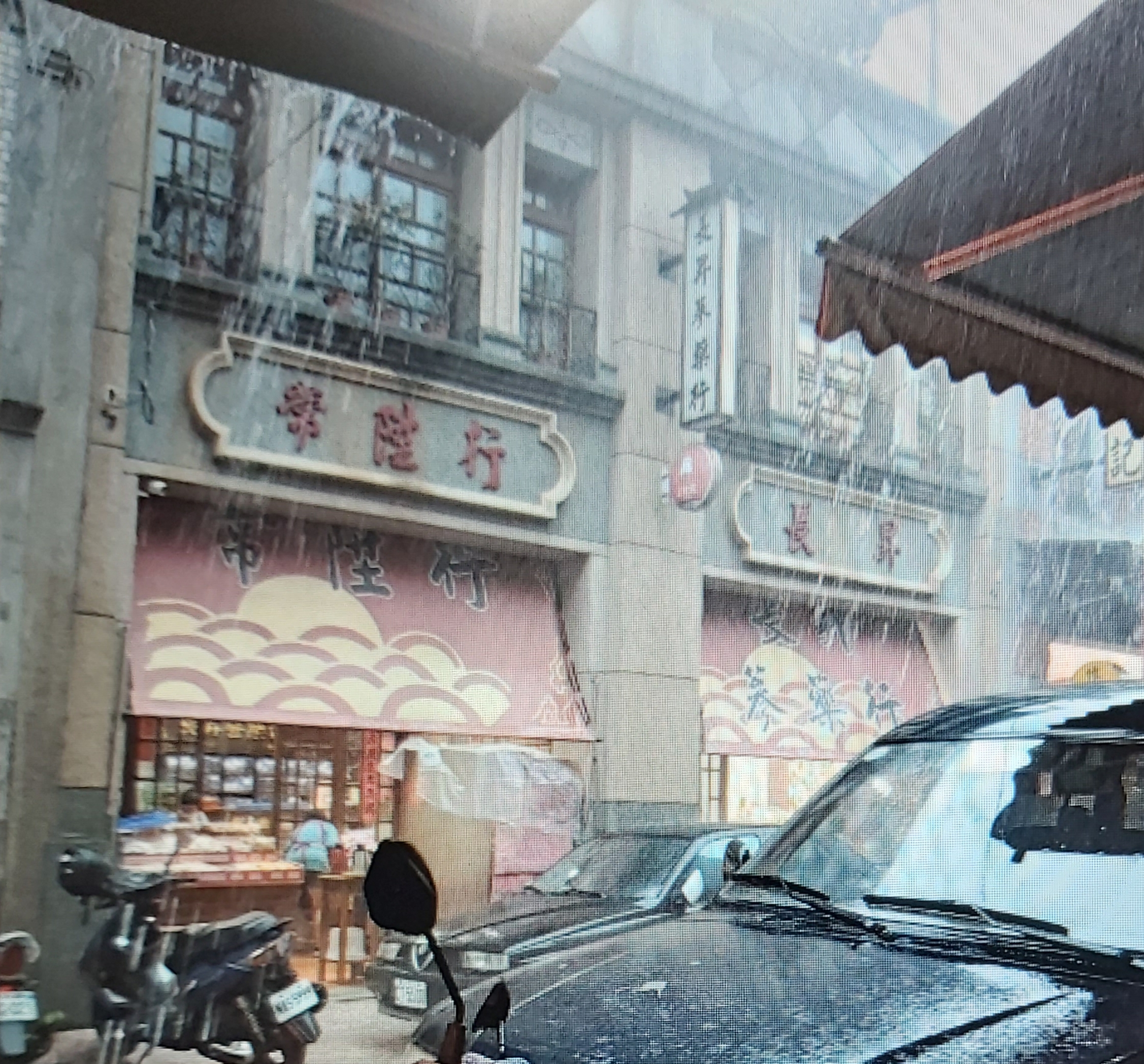
長昇蔘藥行暨常陞行（迪化街一段113號）

## 店鋪建築
黃長生藥行在迪化街134號的店舖屬日式巴洛克建築，興建於台灣日治時期昭和12年（1937年），曾為日本森永製菓在臺灣的總經銷處「勝泰商行」及製工廠，之後臺灣森永製菓擴大營業遷址至北投區。1980年代初期，黃長生藥行創辦人黃結生買下店鋪作為藥行總部。該建築立面飾以勳章飾及泥塑浮雕裝飾，二樓採用科林斯柱式，柱身有直線凹槽。現已被列為歷史建築。

## 外部連結
- 黃長生藥行的Facebook專頁